# Фронтиньян-Савес
Фронтинья́н-Саве́с (фр. Frontignan-Savès, окс. Frontinhan de Savés) — коммуна во Франции, находится в регионе Юг — Пиренеи. Департамент — Верхняя Гаронна. Входит в состав кантона Л’Иль-ан-Додон. Округ коммуны — Сен-Годенс.
Код INSEE коммуны — 31201.

## География

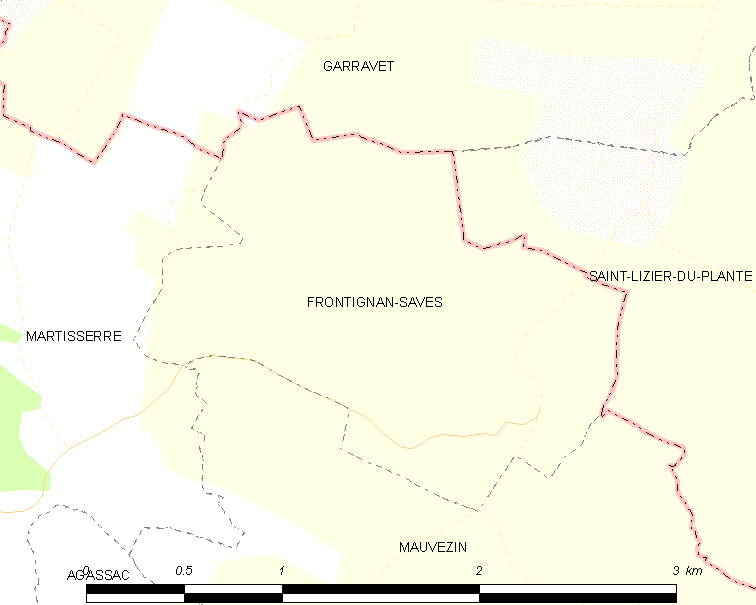
Карта коммуны

Коммуна расположена приблизительно в 620 км к югу от Парижа, в 50 км к юго-западу от Тулузы.

## Климат
Климат умеренно-океанический. Зима мягкая и снежная, весна характеризуется сильными дождями и грозами, лето сухое и жаркое, осень солнечная. Преобладают сильные юго-восточные и северо-западные ветры.

## Население
Население коммуны на 2010 год составляло 60 человек.
| 1962 | 1968 | 1975 | 1982 | 1990 | 1999 | 2010 |
| ---- | ---- | ---- | ---- | ---- | ---- | ---- |
| 72   | 68   | 65   | 71   | 46   | 49   | 60   |

## Экономика
В 2010 году среди 42 человек трудоспособного возраста (15—64 лет) 26 были экономически активными, 16 — неактивными (показатель активности — 61,9 %, в 1999 году было 69,0 %). Из 26 активных жителей работали 25 человек (16 мужчин и 9 женщин), безработной была 1 женщина. Среди 16 неактивных 3 человека были учениками или студентами, 8 — пенсионерами, 5 были неактивными по другим причинам.

## Достопримечательности
- Церковь Св. Власия. Исторический памятник с 1973 года[4]